# Драган Зековић
Драган Зековић (Београд, 27. мај 1987) је српско–црногорски кошаркаш. Игра на позицијама крилног центра и центра, а тренутно наступа за Club Malvin из Монтевидеа. Ожењен је српском манекенком Ањом Шарановић.

## Каријера
У млађим категоријама је наступао за Беопетрол,Беовук, а касније је играо у јуниорима КК Атлас, Авала Ади и Атласу. Године 2006. одлази у Аустрију где је прво кратко наступао за Беч а потом неколико сезона провео у екипи Трајскирхена. Током 2010. је играо за ФМП, а касније и једну сезону за ОКК Београд и две за Војводину Србијагас. У сезони 2013/14. наступао је за Асесофт Плоешти, а наредне две сезоне није играо професионалну кошарку. У сезони 2016/17. играо је за Карпош Соколи и био је део састава који је овом клубу донео први трофеј у Купу Македоније. У сезони 2017/18. је био играч Стеауе из Букурешта. Од новембра 2018. је играч Орадее где је провео 3 сезоне.у сезони 2018/2019 је постао шампион Румуније са КК Орадеа и био један од најбољих играча екипе. У сезони 2019/2020 је освојио суперкуп Румуније,када се лига прекинула због корона вируса. У сезони 2020/2021 је са Орадеом освојио бронзану медаљу на ФИБА Еврокуп такмичењу и постао вицешампион Румуније. У сезони 2021/2022 је наступао за Женева где је био један од најбољих играча екипе као и лиге. У сезони 2022/2023 наступа у првом делу сезоне за Питести ,а други део сезоне завршава у Софија где је освојио бронзану медаљу. У сезони 2023/2024 наступа за New Taipei где је са својом екипом завршио први у регуларном делу сезоне,међутим,испали су после у полуфиналу. Тренутно наступа за Club Malvin из Монтевидеа.
Био је члан младе репрезентације Црне Горе са којом је 2007. наступао на Европском првенству Б дивизије где је освојио златну медаљу.

## Успеси

### Клупски
- Карпош Соколи:
  - Куп Македоније (1): 2017.
- Орадеа:
  - Првенство Румуније (1): 2018/19.